# ران پمبر
ران پِمبر (انگلیسی: Ron Pember؛ ‏ ۱۱ آوریل ۱۹۳۴ – ۸ مارس ۲۰۲۲) یک بازیگر و نمایشنامه‌نویس و کارگردانِ تئاتر اهل بریتانیا بود.

## گزیدهٔ فیلم‌شناسی

### سینما
- خیانتکار (۱۹۶۴)
- اوه! چه جنگ دلپذیری (۱۹۶۹)
- ژولیوس سزار (۱۹۷۰)
- وینستون جوان (۱۹۷۲)
- زخم عمیق (۱۹۸۰)
- آزمون سخت برای اثبات بی‌گناهی (۱۹۸۳)
- زنجیر (۱۹۸۴)
- خدمات شخصی (۱۹۸۷)

### تلویزیون
- کوتوله سرخ (۱۹۹۰)
- ارتش سری (۱۹۷۹–۱۹۷۷)
- نیکلاس نیکلبی (۱۹۷۷)
- گزارش عجیب (۱۹۷۰–۱۹۶۹)